# Robert Kristan
Robert Kristan (Jesenice, 4 aprile 1983) è un hockeista su ghiaccio sloveno.

## Carriera
Nel corso della sua carriera ha indossato, tra le altre, le maglie di HK Nitra, KHL Medveščak Zagabria, Mora IK, Brynäs IF, HDD Olimpija Lubiana, HK Acroni Jesenice e HK Olimpija.
Con la nazionale slovena ha preso parte a diverse edizioni dei campionati mondiali a partire dal 2002.